# ネポムクのヨハネ

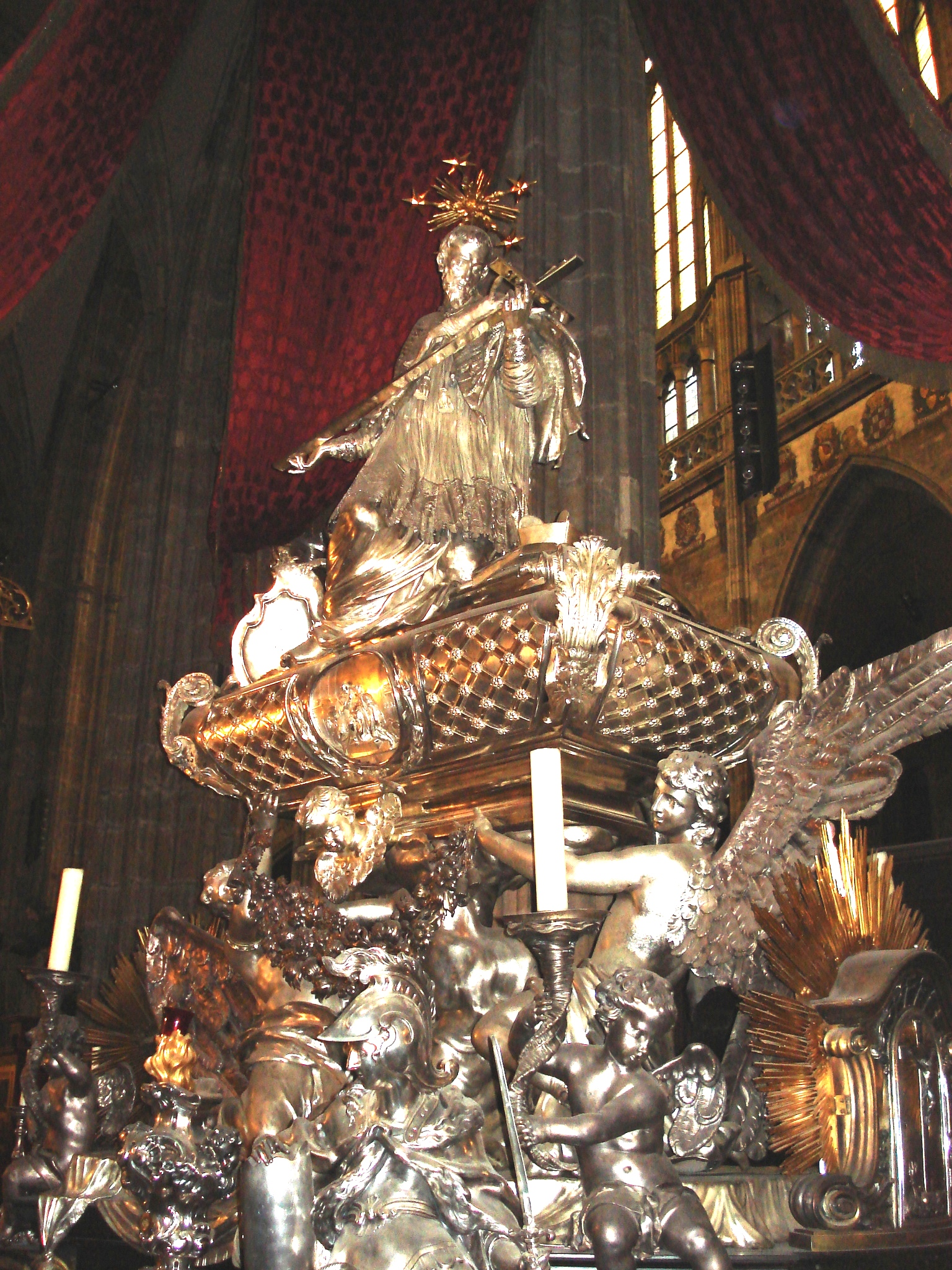
プラハ、聖ヴィート大聖堂にある聖ヨハネの墓

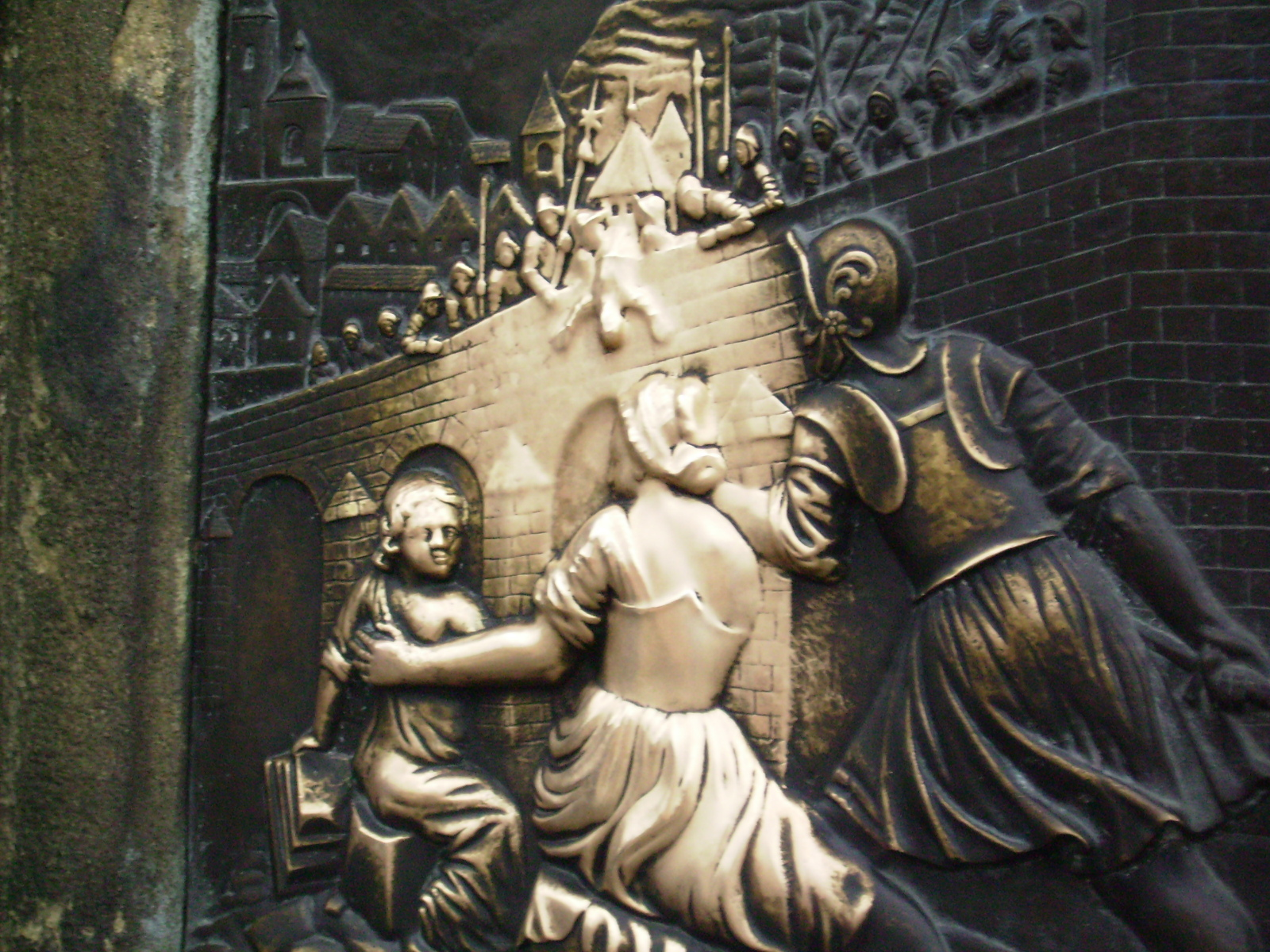
カレル橋の聖ヨハネ像下部にあるレリーフ

ネポムクの聖ヨハネ（チェコ語：Svatý Jan Nepomucký, 1340年頃 - 1393年3月20日）は、14世紀ボヘミアの司祭でローマ・カトリック教会の聖人。聖ヤン・ネポムツキーとも呼ばれ、しばしば十字架や棕櫚の枝を手にし、頭上に5つの星が輝く人物として描かれる。記念日は5月16日。

## 生涯
ネポムクの聖ヨハネのネポムクとは、南ボヘミアのネポムク（古名、ポムク）出身であることに由来する。おおよその生年は、1369年にプラハで書記に任命された記述があることから逆算して推定されたものである。父親はポムクの村長を1355年から1367年にかけて務めたヴェルフリンという人物で、この名前から一家はドイツ系であったのではないかとする説もある。教会法を学び、プラハで司祭に任ぜられた。後にはプラハ大司教の総代理を務めた。
聖ヨハネの殉教の背景には、当時のボヘミア王ヴァーツラフ4世とカトリック教会との対立がある。具体的な経緯については、空席となっていた修道院長の人選をめぐる大司教ヤン・イェンシュテインとヴァーツラフ4世の対立に巻き込まれたとする説や、司祭として知りえた王妃の告解の内容を王に明かすことを拒んだからとする説などがある。いずれにせよ王を怒らせた聖ヨハネは拷問を受け、1393年3月20日に落命した。その遺体はカレル橋の上から投げ捨てられたが、同年4月17日、ヴルタヴァ川の川岸で発見された。プラハの聖ヴィート大聖堂内には、フィッシャー・フォン・エルラーハが手がけたバロック様式の墓がある。

## 崇敬
18世紀に聖ヨハネの列聖調査を行なった際、その舌が腐らずに残っていたとして、これが奇跡と認められた。1721年5月31日、インノケンティウス13世によって列福、1729年3月19日にベネディクトゥス13世によって列聖された。
聖ヨハネの象徴である5つの星には、聖人の遺体の場所を5つの星が示したとする伝説や、キリストが磔刑で負った5つの傷（聖痕）の数にちなむとする説がある。また「私は沈黙した」を意味するラテン語tacuiの5つの文字に由来するというものもあり、実際に聖人が唇に指をあてた仕草をした像も作られている。
ボヘミアの守護聖人で、チェコ・ドイツ・オーストリア・ポーランドなどに関連する教会や聖人像がある。聴罪司祭をはじめとした聖職者や水難からの庇護者として船員や橋の守護聖人としても崇敬されている。
カレル橋には聖ヨハネの像があり、台座部分のレリーフに刻まれた聖人をなでると幸運が訪れると信じられている。

## ギャラリー

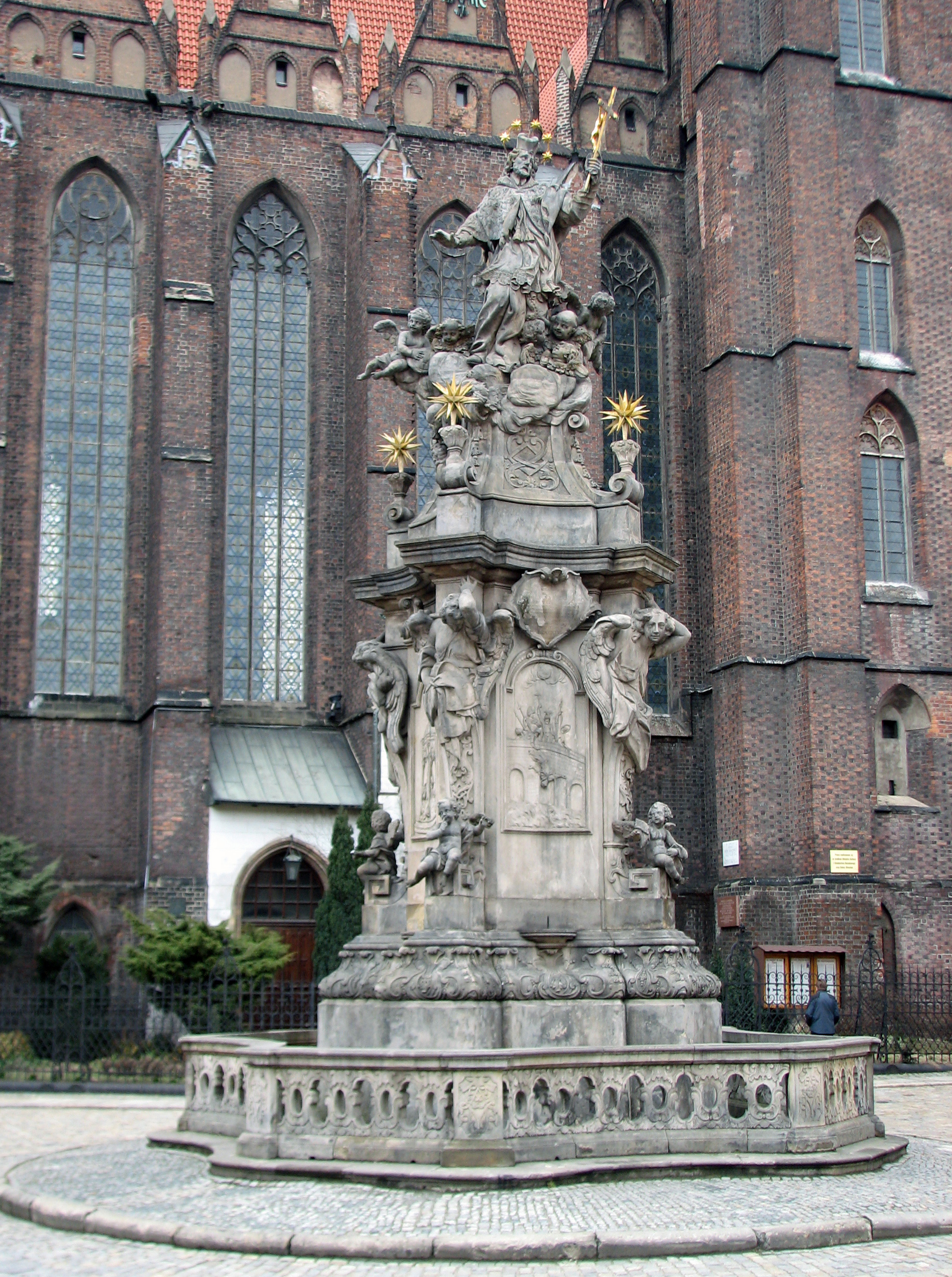
ポーランド、ヴロツワフ
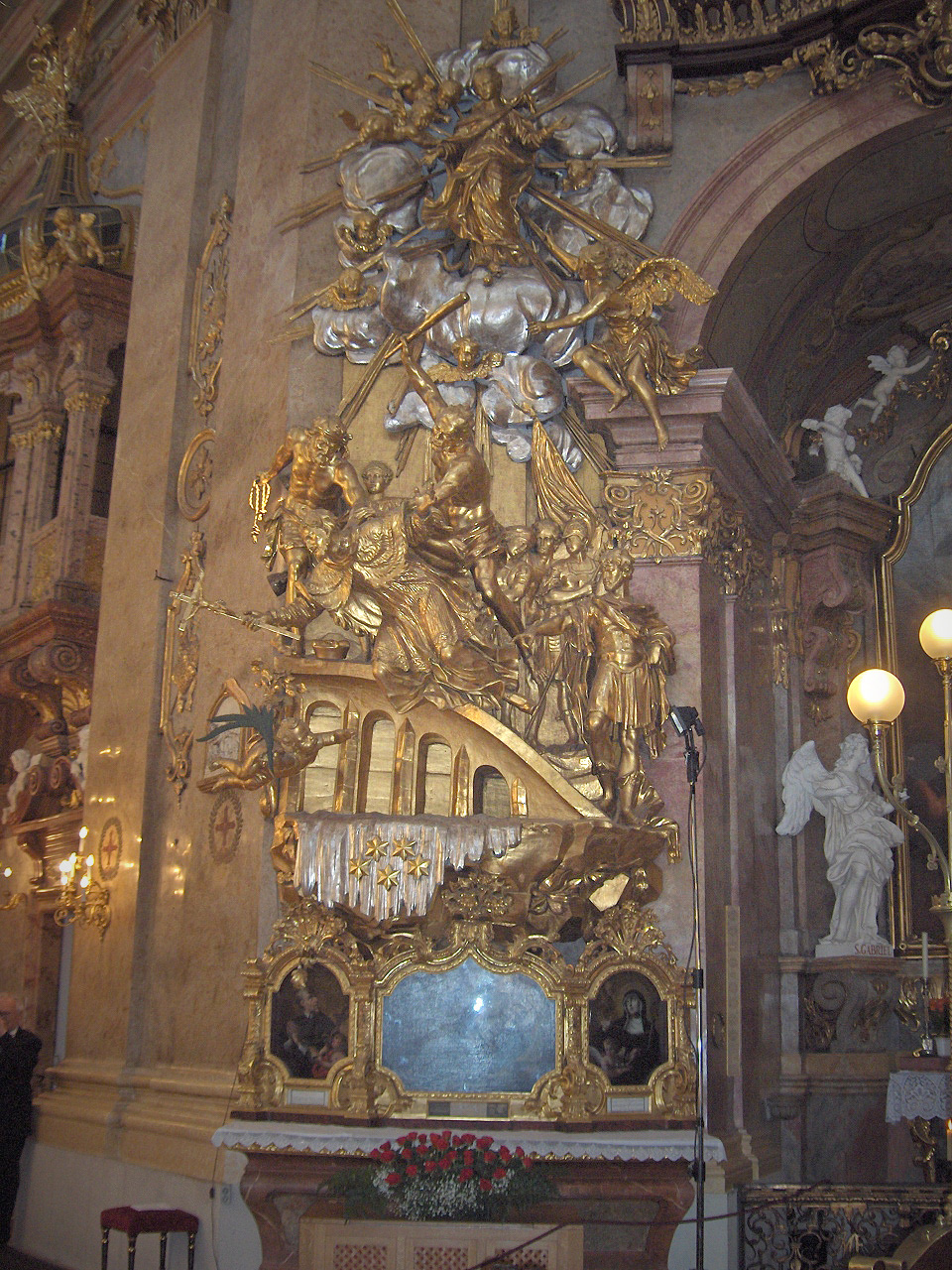
オーストリア、ウィーン
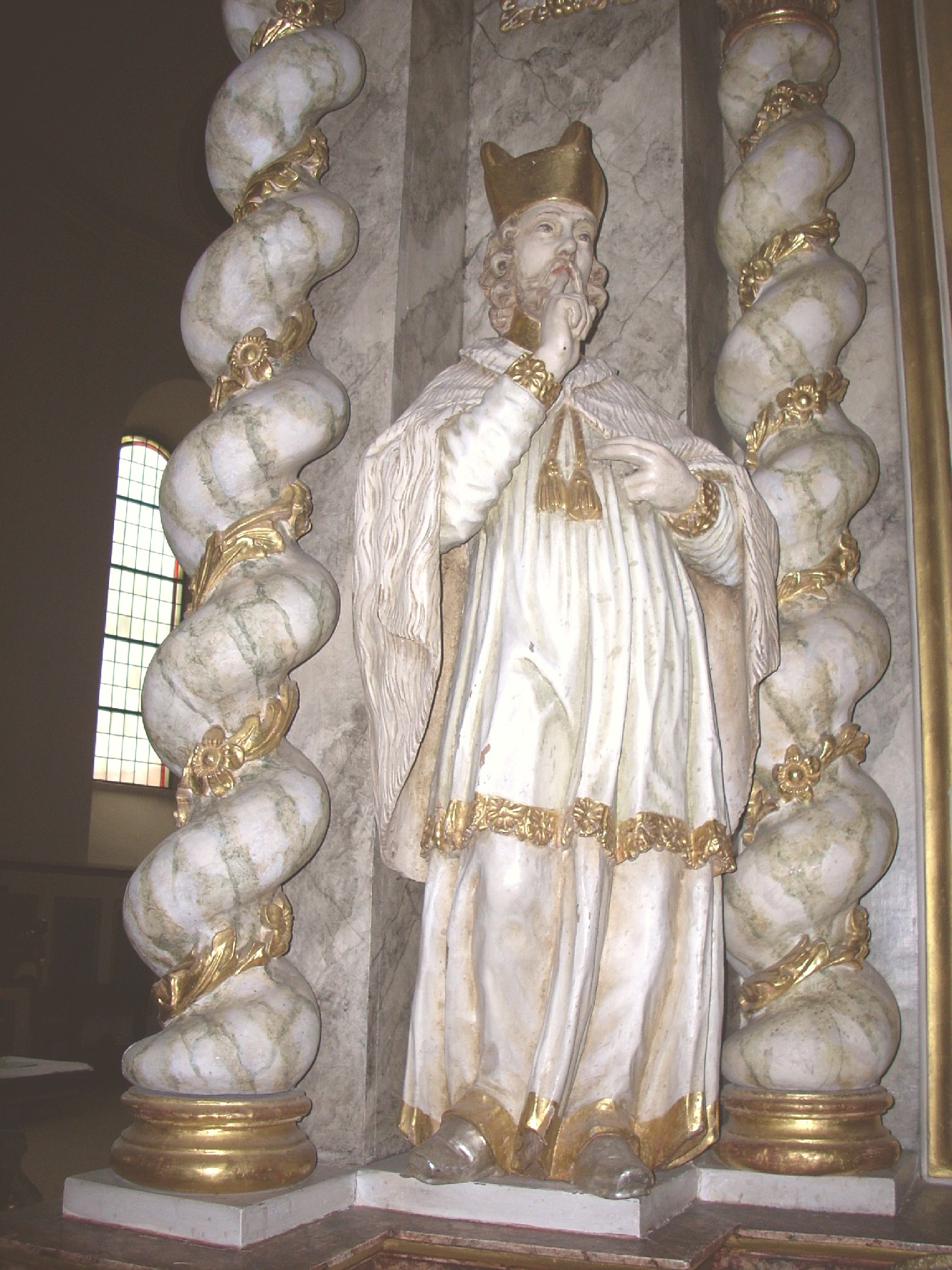
ドイツ、ニーダーザクセン州